# Ghost Hunt
Ghost Hunt (ゴーストハント) é uma série de light novels japonesa criada por Fuyumi Ono.

## Enredo
Ghost Hunt segue as aventuras de Shibuya Kazuya, o presidente do Shibuya Psychic Research Center (SPR), e Taniyama Mai, uma estudante do primeiro ano do ensino médio. Quando Mai e suas amigas tentavam atrair espíritos com uma simples brincadeira de contar histórias de terror. Neste momento, Mai e suas amigas conhecem Shibuya, o dono do SPR, que está escondido para investigar atividades paranormais ao redor da escola quando Mai acidentalmente causa um acidente que machuca a perna do assistente de Shibuya além de quebrar uma câmera do material deles, e para pagar a sua divida e substituir do assistente de Shibuya, Mai acaba sendo quase que forçada a pegar um trabalho de meio expediente para ajudar a investigar os casos de atividades paranormais em sua escola e que mais tarde eles vão outros lugares também ao decorrer da história. 
Infortunadamente, Mai acaba gostando de Shibuya, e ao longo da história, com Lin, assistente de Shibuya, e muitos outros paranormais e exorcistas, nós somos convidados a entrar neste grande mundo paranormal de espíritos e maldições.

## Personagens
Shibuya Kazuya
Tem 17 anos, é um rapaz bonito, atraente e inteligente, mas também é muito misterioso, orgulhoso, egocêntrico, autoconfiante e mandão. De acordo com Mai, ele também é narcisista, o que a faz apelidá-lo de Naru. No começo, pensa-se que Naru é apenas um estudioso, mas ao longo do anime, descobre-se que ele tem algum tipo de paranormalidade, e que é bem alta, e por isso, é prejudicial ao seu corpo. Há também o fato de Naru aparecer muito nos sonhos paranormais de Mai, mas até o final do anime, não dá para descobrir se é apenas o desejo que Mai tem de ser ajudada por ele, ou se realmente é o próprio Naru que entra nos sonhos de Mai para lhe dar alguma dica sobre o caso. E um detalhe sobre isso, é que nesses sonhos, Naru tem uma personalidade muito diferente da real, chegando ao ponto de se preocupar com o bem-estar de Mai.
Taniyama Mai
Tem 16 anos e é uma garota gentil e amável com as pessoas mais próximas a ela, mas quando fica com raiva, torna-se um pouco agressiva. Apesar de reclamar muito de Naru, ela parece ter uma certa paixão por ele, e fica com ciúmes quando Ayako ou Masako tentam seduzi-lo. Sua vida paranormal começa quando, depois de ouvir histórias de suas amigas sobre o velho prédio da escola, resolve entrar por curiosidade no local, e acaba causando um acidente, que deixa Lin, assistente de Naru, com o tornozelo esquerdo torcido e, naturalmente, incapaz de prosseguir com o caso. Perante a tal situação, Naru pede que Mai seja sua assistente no lugar de Lin até que o caso seja resolvido. Mas depois disso, Naru a chama para trabalhar em seu escritório no período livre. Ao longo do anime, descobre-se que Mai é paranormal, e consegue ver em seus sonhos o que está acontecendo com os espirítos e também algumas coisas que aconteceram no passado deles quando era vivos.
Matsuzaki Ayako
É uma sacerdotisa "moderna". Tem em torno de 20 a 25 anos e tem uma queda por Naru. É rica e foi criada em uma mansão próxima a árvores, e graças a isso, consegue chamar os espíritos das árvores para ajudá-la em seus exorcismos, purificando os fantasmas através de um objeto que Ayako concentra suas energias. Na maior parte do anime, ela não é de muita ajuda nos exorcismos, justamente por não haver árvores por perto dos locais do caso ou pelas árvores do local serem quase mortas, e portanto, sem espíritos para ajudá-la.
Takigawa Houshou
Também chamado de Bou, é um monge do monte Kouya. Tem também em torno de 20 a 25 anos e é muito compreensivo e um pouco brincalhão. Ele tem cabelos grandes, o que faz os outros pensarem que ele desistiu de ser monge. Descobre-se ao longo do anime que ele faz parte de uma banda muito famosa entre os adolescentes. É ele quem ensina Mai um feitiço de exorcismo para que ela se defenda em um caso que ela vira alvo do fantasma.
John Brown
É um padre que vem da Austrália. Tem 19 anos, apesar de, aparentemente, ser mais novo que Naru, e no começo não sabe falar muito bem japonês, fazendo Bou e Ayako rirem de seu sotaque interiorano. Ele é muito legal e se dá muito bem com Mai. Também gosta de ajudar sempre que pode.
Hara Masako
É uma médium. Enxerga fantasmas tão bem quanto qualquer outra pessoa e geralmente pode dizer que tipo de fantasma estão enfrentando, facilitando muito o trabalho. Ela também é apaixonada por Naru, assim como Mai, e por isso as duas costumam ter uma certa rivalidade. Mas de tal modo, Masako e Mai agem como parceiras, já que as duas, às vezes, tem a mesma visão dos fantasmas.
Lin
É o assistente de Naru. É chinês e não gosta dos japoneses, por causa do que o Japão fez à China no passado. Ele é muito fiel a Naru, e se preocupa muito com o bem-estar dele. Uma vez ou outra ele censura Naru pelo que fez ou pelo que está prestes a fazer. Ele cria essa "confiança" com Naru por este chamá-lo de idiota por acreditar que os japoneses tem culpa pelo que aconteceu há muito tempo atrás na China. Mais tarde, Mai também fala para Lin que ele não julgue as pessoas só por elas serem japonesas, e Lin acaba sendo mais gentil com Mai depois disso.

## Anime
O anime possui 25 episódios divididos em arquivos, que por sua vez se dividem em partes.